# 若井おさむ
若井 おさむ（わかい おさむ、1973年1月9日 - ）は、日本のお笑い芸人である。
京都府京都市出身。吉本興業所属。京都府立山城高等学校卒業。NSC大阪24期生。元漫才コンビはちみつメロンのボケ役。2003年3月、ピン芸人としてデビュー。

## 人物
『機動戦士ガンダム』の主人公アムロ・レイのモノマネを得意とし、ガンダムの有名なセリフを使いコントを進めていく。星飛雄馬やペガサス星矢といったアムロ・レイの声優古谷徹が演じる他のキャラクターのモノマネもする。地声自体が古谷に似ているとよくトークでは言っているが、古谷本人は「僕の声に似ているとは思いません」「話し方は似ている」と公式サイトの掲示板でコメントし、後に対談で彼のことを認めている発言もしている。一方、ララァ役の潘恵子には「若井くんの方がアムロを誇張してやっているからアムロっぽい。古谷くんに何かあったらその時はお願いね」と太鼓判を押されている。
コンビ時代の若井を知るブラックマヨネーズは、当時の印象を若井のほうが年上であるにもかかわらず「華がなくて礼儀正しい子だった」と語っている。
吉本興業所属のアニメキャラ芸人たちによるコメディショー『劇団アニメ座』の座長を務めている。
なお、「若井」は本名であり、若井はんじ・けんじの一門ではない。
2008年6月11日、所属事務所を通じ百貨店勤務の女性と結婚することが発表された。若井曰く、『機動戦士ガンダム』のヒロインである「セイラ・マス」似のスレンダーな女性とのこと。婚姻届はガンダムの形式番号RX-78にちなみ2008年7月8日に提出した。挙式はしていなかったが2008年8月31日放送の24時間テレビ 「愛は地球を救う」（日本テレビ）の深夜コーナーで、若井に内緒で地球連邦軍＆ジオン軍の軍服を着た客（若井と妻の友人）やザビ家、ランバ・ラルのコスプレの人たちに祝福された。妻は最初口元だけ出したセイラのお面をつけていたが途中で素顔を見せた。後日、若井はこの時にもらったシャア・アズナブルの服を着て『ヨシモト∞』（ヨシモトファンダンゴTV）に出演している。2008年10月7日放送の『一攫千金ヤマワケQ! "責任者はお前だ!"』（テレビ朝日）ではセイラの服装をした妻とともに出演した。その後、2014年9月に離婚していたことを同年12月に公表した。2021年8月に5年間交際した会社員の女性と再婚し、翌年に父親となることを発表した。 
若井の両腕の上腕部にはタトゥーが彫られている。右腕には横書きで「036」（おさむ）と自身の名前が彫られており、左腕には縦書きで「LOVE PEACE」と彫られている。そのタトゥーを彫った時に掛かった費用は500円だった。これは、東南アジア放浪時にタイで「愛」と「平和」、そして「自分自身」が大切だという事を悟り、その想いを忘れないために彫ったものである。
川島明（麒麟）率いる純正川島軍団（他に天津飯大郎、ネゴシックス、ムーディ勝山）のメンバー。

## 経歴
幼いころから、母親と兄から家庭内暴力を受けていた。中学生の時には家庭教師の先生に「どうやって、母親を殺そうか」という相談を続けていたそうである。
20代前半の頃、幼い頃から続く母親と兄からの家庭内暴力による虐待に耐えかね、自宅を離れて居酒屋の経営を始める。
数年の後、若井が生家を離れたことで虐待の対象が父親へ飛び火し、父親は理不尽な暴力を受けていた。その状況を聞いた若井は父親へ何度も離婚を勧めたが、父親は決断しかねていた。悩み続けた末、父親はついに離婚を決意したことを若井へ報告に来たが、その3日後に自殺してしまった。若井は堪えきれず、父の葬儀で「お父さん殺したんはお前や!」と母親を責めたが、母方の親族にも取り合ってもらえずに絶望したという。遺産のことで家族ともめたくなかった若井は、自ら父の遺産相続はすべて放棄する旨の念書を書いて母親へ渡したが、皮肉なことに父親の出資で始めた居酒屋 は父親名義のままであったため、すべて母と兄側へ渡ってしまった。
途方に暮れた若井は、死に場所を探すために東南アジアへ旅に出た。数ヶ月の後、たまたま知り合った日本人観光客から「松本人志（ダウンタウン）がドラマ（『伝説の教師』（日本テレビ））をやっている」ということを聞かされる。ダウンタウンの大ファンであり書籍もすべて読んでいた若井は、笑い一辺倒だった松本がドラマをやるはずがないと驚愕し、自分の目で確認するため1週間ほど帰国。そしてたまたま見た回（第8回）が、自殺をするな、というメッセージ の回であった。これを見た若井は号泣し、自殺を思いとどまった。そして今度は楽しい旅をするため、再び東南アジアを旅して回った。その途中、インド滞在中の若井の連絡先を突き止めた元彼女の誘いでバンコクの空港で落ち合い、帰国を促されて日本へ戻った。その後、お笑いの道を志し、NSCへと進んだ。
2006年10月1日放送の『笑いの金メダル』（朝日放送テレビ）内のコーナー「勝ち抜きワンミニッツショー!」で初の5週勝ち抜き芸人となり、サプライズプレゼンターとして登場した古谷徹と初対面した。また漫画雑誌『ガンダムエース』Vol.51（2006年10月発売号）では特別企画として古谷徹との対談企画が実現している。『機動戦士ガンダム』の名ゼリフを集めた本を出したが、その中の企画で、シャア・アズナブル役の池田秀一と対談している。
2006年末には、『機動戦士ガンダム』シリーズを制作したサンライズの忘年会の余興に出演、その際にガンダムの原作者たる富野由悠季との対面も果たし「ガンダムだけに頼ってちゃダメだよ」と助言された。
『R-1ぐらんぷり』では、第2回から2007まで、準決勝に進む。
『ワイ!ワイ!ワイ!』（ヨシモトファンダンゴTV）内のコーナー「今日は誰? 有名人携帯電話の旅」にチュートリアルがMCの月曜日に出演し、経営していた居酒屋が徳井義実（チュートリアル）の実家の近所（京都の千本今出川）だったことや、芸人になるきっかけについて話した。
2007年3月、オーディションライブでの合格がならなかったbaseよしもとへの挑戦を断念し、東京に進出。その結果、仕事の量は5倍になった。たむらけんじと非常に仲が良く、東京進出を勧めたのもたむらである。
2008年、最近一番親しくしている芸人が先輩である原西孝幸（FUJIWARA）であるという事で、原西がMCをしている番組にお抱え芸人として出演するが、最近引っ越した事を原西に伝えておらず、それにより原西の自宅から家が遠くなった事が発覚し、原西を愕然とさせた。
2013年4月21日放送の『HUNTER×HUNTER』（日本テレビ）第76話「サイカイ×ト×リカイ」にて男A役として声優としての初参加を果たした。同作品は主人公ゴン＝フリークス役が潘恵子の娘潘めぐみ、主人公の叔母で育ての親のミト役が潘恵子、主人公の父親ジン＝フリークスの弟子カイト役が池田秀一の中での参加である。ちなみに男B役は同じ事務所の「HUNTER×HUNTER」リッポー役を演じきったドラゴンボール芸人 BAN BAN BAN (お笑いコンビ) の山本正剛。
芸人になってから10年後、自ら母親の居場所を探し母親に会いに行った。母親からは謝罪を受けたが、その後兄の自慢話しかしない母親に「このまま付き合っていたら、また同じような思いを味わう」と感じ、それ以降は母親と会っていないそうである。

## ギャグ・ネタの特徴
基本的にはアムロ・レイが日常に現れたという設定で話が進むが、オチは素の関西弁の兄ちゃんに戻って落とすことが多い。なお初期の頃は、手作りのアムロ風衣装でショートコント（ガンダムとは関係のない内容）をやっていた。それがモノマネ漫談のような形式に変化し、R-1ぐらんぷりに出場した頃から現在のガンダムを題材にした一人コント形式に落ち着いた。
ネタ衣装は市販の地球連邦軍の男子制服。なお、自室のクローゼットには「お出かけ用」「運動用」「大事な仕事用」「家着用」の男子制服各1着、セイラさんの部屋から盗んできた女子制服1着、その他各種ガンダム衣装が揃っていると称している。また、ごく稀にしか披露しないが、連邦軍の制服以外の服装で行うネタも存在する。

### 主なセリフ
- 自己紹介→「みなさんこんにちは、ガンダムのパイロットのアムロ・レイでおなじみの、アムロ・レイです。」（まれに「安室奈美恵じゃありません」と付け足す事もある）
- ゴキブリが出現→「奴だ、奴が来たんだ!」
- 赤信号→「赤い彗星のシャア」
- 青信号→「グフ」
- 黄信号→「ザクレロ」
- ザク、ザク、ザク（葱を刻む擬音）→「ザク」
- 目上の人→「ブライトさん」
  - 絡んだタレントをガンダムキャラの名で呼ぶこともある。
  - なだぎ武のディラン→「ブライトさん」
  - 友近のキャサリン→「セイラさん」
  - おぎやはぎ→「ブライトさん、リュウさん」など。
- その場でやるアムロ以外のモノマネ→「星飛雄馬」、「ペガサス星矢」、「普段のキティちゃん」、「電子レンジ」など
  - 飛雄馬・星矢はアムロ同様、古谷徹が声を当てていたキャラクターであるため、「セリフを変えただけ」とよく弄られる。
- 教習所の教習車を見て一言 ※番組（スポンサー）の都合によりセリフが変わる場合がある。
  - R-1→「ジオンのザクか!?、え？、日産のサニー？」
  - 笑金→「ジオンのザクか!?、え？、ベンツ？」
- 『笑いの金メダル』（朝日放送テレビ）内のコーナー「ワンミニッツショー」では2週目から、オチが「最初はグー、じゃんけんグー、あいこでグー、僕はパー」というギャグ（これは、元々自動車教習所ネタのオチである「じゃんけんパー、あいこでパー、アタマパー」の変形である）に統一されていた。

### 主なギャグ
- （舞台最前列の客に端から）「べっぴんさんですよね、べっぴんさんですよね、そしてとばしてマチルダさ〜ん！」
- 「ミノフスキー粒子散布」（主に自分に都合の悪い流れになったとき）
- ペコちゃんのようなかわいい顔（右上に舌をだす）

## TV番組等での扱い
- 非常に特異な芸風のため、キワモノ芸人としてアクセント的に呼ばれることが多い。本人も「ガンダム芸人」として番組に呼ばれた場合には、終始アムロ・レイの声真似とガンダムギャグに徹する。
- 「ガノタ（ガンオタ＝GA-N-O-TA→GA-NO-TA）」である井上聡（次長課長）が好きな芸人のトップに名を挙げるなどガンダム好きの芸人達からは絶大な支持を受けている。ガンダムグッズに埋もれて生活しているため（自称「モビルスーツ屋敷」）相当なガンダムマニアと思われがちだが、しばしば普通の初代ガンダムファンの域を出ないことをうかがわせることもある。
- 『ヨシモト∞』（若井おさむ＆ネゴシックスの20分）出演時、ネゴシックスから「ガンダムなら何でも答えられるのか」と聞かれ、「答えられる」と言い切ったものの、「第27話のタイトルは」という問いを「それはまた追々…」と言ってかわした。
- 『TVチャンピオン2』（テレビ東京）内のコーナー「外国人アキバ王選手権」にゲスト出演した際「ガンダム関連ならどんな難問でも答えられる」と意気込んだが、「F90の換装バリエーションを全て挙げよ」と問われると「一年戦争（初代ガンダム）しか分かりません」と答えた。
- 『えらすべりネタグランプリ』の楽屋で『ドラえもん』を読んでおり、中山功太とネゴシックスに「キャラを考えろ」と注意された。
- シャア・アズナブルのものまねを得意とする松竹芸能所属のものまね芸人ぬまっちと共演をすることも多い。
- 土田晃之と共に『機動戦士ガンダム00』の第1話特別先行試写会にもゲストに招かれる。ここでは同作でナレーターを務める本家アムロの古谷との「アムロ声での応酬」を披露した。

## 出演

### 過去のレギュラー
- ドッカ〜ン!（TBSテレビ、2007年4月 - 7月）
- 笑いの金メダル（朝日放送テレビ、2006年10月 - 2007年3月）
- もりすぎッ!（東海テレビ、2007年7月 - 2008年3月）

### 単発番組
- 爆笑レッドカーペット（フジテレビ） - キャッチコピーは「燃え上がれガンダム」
- アメトーーク!（テレビ朝日）
- ジャイケルマクソン（毎日放送）
- くるくるドカン〜新しい波を探して〜（フジテレビ、2006年9月2日） - 「検索! さざ波芸人」
- やりすぎコージー（テレビ東京、2006年11月12日）
- 本番で〜す!（テレビ東京、2007年4月14日）
- 芸人魂!ガチレース（朝日放送テレビ、2007年7月6日）
- 大笑点（日本テレビ、2007年1月1日）
- 関根&優香の笑うお正月2007（テレビ朝日、2007年1月2日）
- 内村プロデュースSP2007 新春!! 箱根大新年会&愛すべき研究者達スペシャル（テレビ朝日、2007年1月3日）
- 堂本剛の朝までしんどい（テレビ朝日、2007年1月4日）
- カワズ君の検索生活（フジテレビ、2007年1月6日） - 「検索! さざ波芸人」
- うたばん（TBSテレビ、2007年7月5日）
- 笑っていいとも!増刊号（フジテレビ、2007年8月12日）
- お笑いDynamite!（TBSテレビ、2007年12月29日） - キャッチコピーは「ガンダムを愛しすぎた男」
- 笑っていいとも!（フジテレビ、2008年3月26日） - 「ニセメン☆パラダイス 夢のコラボレーションSP」
- DOORS 2008（TBSテレビ、2008年9月21日）
- タモリのボキャブラ天国 大復活祭スペシャル（フジテレビ、2008年9月28日） - キャッチコピーは「機動戦士」
- 朝までガンダム（メ〜テレ、2009年4月 - 7月12日）
- あらびき団（TBSテレビ、2009年7月15日） - 稲垣（桜）とのアムロ&アスカコラボで実況オーディション参加
- 人志松本の○○な話（フジテレビ、2009年9月8日）
- カスペ!・アニメアカデミー〜1億3千万人が選ぶ不朽の名作〜（フジテレビ、2013年7月30日） - 「劇団アニメ座」として出演
- ニッポン元気計画! 眠れるスター目覚ましバラエティ“ハックツベリー”（テレビ東京、2015年3月21日） - 「劇団アニメ座」として出演
- アウト×デラックス（フジテレビ、2016年5月12日）
- 有田P おもてなす（NHK総合、2019年10月5日） - ぬまっちと共演し、『機動戦士ガンダム』の名シーンを再現した[注 5]。

### テレビドラマ
- 土曜ワイド劇場 司法教官・穂高美子5（テレビ朝日、2016年10月29日） - 男B 役

### CM
- 山形県第21回参議院議員通常選挙投票啓発（2007年7月12日 - 7月29日）
- スカイパーフェクTV!

### アニメ
- HUNTER×HUNTER（日本テレビ、2013年4月21日、男A 役〈第76話〉）

### インターネット配信

#### ニコニコ生放送
- 芸人ニコ電バトル〜若井おさむの挑戦〜 （2011年2月26日）
- ニコニコ笑いの劇場〜ネタホール〜（2011年7月4日）
- ニコニコ映画実況
  - 〜ニコニコ映画実況〜 みんなで一緒に『ヱヴァンゲリヲン新劇場版:破 TV版』を見よう!  （2011年8月26日）
  - 〜ニコニコ映画実況〜 みんなで一緒に『ヱヴァンゲリヲン新劇場版:序 TV版』を見よう! （2012年11月9日）
  - 〜ニコニコ映画実況〜 みんなで一緒に『ヱヴァンゲリヲン新劇場版:破 TV版』を見よう! （2012年11月16日）
- ファミ通LIVE『機動戦士ガンダム エクストリームバーサス 』特集！（2011年12月7日）
- 劇団アニメ座ニコニコ生放送!（2013年3月18日・7月18日・9月19日）
- 新生紀ドラゴゲリオンZ（2017年9月24日初出演 - 複数回出演）

#### その他ネット配信
- おしゃべりやってまーすシリーズ（K'z Station）
  - おしゃべりやってまーす第2放送（2013年1月1日 - 15日・2月12日・7月30日・8月20日 - 9月10日・9月24日）
  - おしゃべりやってまーすS（2015年8月11日・18日）
  - おしゃべりやってま～すレボリューション（2017年1月19日）
- 街録ch〜あなたの人生、教えて下さい〜（2021年、YouTube）

### ミュージックビデオ
- 大森靖子『Rude』 （2021年5月19日、Youtubeチャンネル「街録ch-あなたの人生、教えてください」主題歌）

## ライブ
- AGE AGE LIVE

### イベント
- 若井おさむpresents「THE ガンダムナイト」（2008年4月11日）
- 岡田斗司夫によるトークライブ「ガンダム塾」（2013年3月31日）
- 天津向プロデュース「アニ×ワラ」（2014年1月18日 - ）※レギュラーメンバー、不定期開催

### 「劇団アニメ座」
- 劇団アニメ座 （2010年11月15日 - ）※レギュラーメンバー、不定期開催

## 舞台
- バカフキ！(作・演出：大河元気、2014年11月13日 - 16日、全労済ホール スペースゼロ) - テッパ 役
- LIVEミュージカル演劇『チャージマン研!』R-2（脚本：伊勢直弘、演出：キムラ真、2020年10月10日 - 18日、新宿FACE） - チャージマン研 役